# Rugby Americas North M19 2017
El Rugby Americas North M19 del 2017 fue la 12° edición del torneo de rugby juvenil de la confederación norteamericana.
Se disputó en Estados Unidos.

## Equipos participantes
- Selección juvenil de rugby de Bermudas
- Selección juvenil de rugby de Islas Caimán
- Selección juvenil de rugby de Islas Turcas y Caicos
- Selección juvenil de rugby de Jamaica
- Selección juvenil de rugby de México
- Selección juvenil de rugby de Trinidad y Tobago
- USA South
- USA South B

## Posiciones

### Cuartos de final
- Los perdedores avanzan a la copa de plata

| 15 de julio | USA South | 47 - 0 | Jamaica |  |  |

| 15 de julio | Bermudas | 15 - 10 | Islas Caimán |  |  |

| 16 de julio | USA South B | 15 - 17 | México |  |  |

| 16 de julio | Trinidad y Tobago | 47 - 0 | Islas Turcas y Caicos |  |  |

### Semifinal
| 18 de julio | USA South | 54 - 0 | Bermudas |  |  |

| 19 de julio | México | 23 - 19 | Trinidad y Tobago |  |  |

### Tercer puesto
| 22 de julio | Trinidad y Tobago | 38 - 3 | Bermudas |  |  |

### Final
| 22 de julio | USA South | 19 - 6 | México |  |  |

| Bandera de Estados Unidos |
| Campeón USA South         |
| Segundo título            |

## Copa de plata

### Semifinal
| 19 de julio | USA South B | 44 - 7 | Islas Turcas y Caicos |  |  |

| 18 de julio | Jamaica | 20 - 3 | Islas Caimán |  |  |

### Séptimo puesto
| 21 de julio | Islas Caimán | Sin datos | Islas Turcas y Caicos |  |  |

### Final Copa de plata
| 21 de julio | USA South B | Sin datos | Islas Turcas y Caicos |  |  |